# PiРНК

piРНК (англ. piwi-interacting RNA, piRNA, piwiRNA, в некоторых источниках встречается как пиРНК) — наиболее крупный класс малых некодирующих РНК, экспрессируемых в клетках животных; они обнаружены в комплексах с белками семейства Piwi, за что и получили своё название. piРНК обычно длиннее микроРНК и малых интерферирующих РНК и имеют длину 26—32 нуклеотида, кроме того, в отличие от микроРНК, они не так консервативны. Белки Piwi относятся к большой группе белков Argonaute и экспрессируются почти исключительно в клетках зародышевой линии; они необходимы для поддержания стволовых клеток зародышевой линии, сперматогенеза и репрессии мобильных элементов. Комплексы Piwi с piРНК не только задействованы в сайленсинге ретротранспозонов и других генетических элементов на пост-транскрипционном уровне, но имеют и некоторые другие, в значительной мере ещё неописанные эффекты, например, эпигенетические.
Остаётся не вполне ясным, как образуются piРНК, однако были предложены потенциальные методы исследования для этого вопроса, и установлено, что некоторые пути их образования отличаются от такового у микроРНК и малых интерферирующих РНК. В то же время некоторые малые некодирующие РНК другой группы, rasiRNA, считаются относящимися к piРНК.
Число обнаруженных piРНК составляет около 50 тысяч у млекопитающих и 13 тысяч у дрозофилы (Drosophila melanogaster), что существенно больше числа известных малых РНК других классов. Поскольку значительная часть piРНК, особенно у млекопитающих, не связана с мобильными элементами, можно предполагать, что они выполняют и другие, ещё не описанные функции.
piРНК были открыты в 2006 году.

## Структура

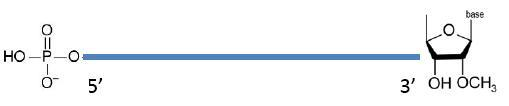
Предполагаемая структура piРНК

piРНК были обнаружены как у позвоночных, так и беспозвоночных, и, хотя особенности биогенеза и типы взаимодействия с мишенями могут отличаться у разных видов, имеется ряд консервативных черт, присущих всем piРНК. У piРНК не обнаружено никаких выраженных мотивов вторичной структуры, их длина составляет 26—32 н., и в 80—90 % случаев и у позвоночных, и у беспозвоночных первым нуклеотидом на 5'-конце является уридин (U). У нематоды Caenorhabditis elegans на 5'-конце имеется фосфатная группа, а на 3'-конце имеет место 2'-O-метилирование. Такая модификация была также выявлена у дрозофилы, данио-рерио, мыши и крысы. Фосфатная группа на 5'-конце имеется и у piРНК млекопитающих. Значение такой модификации пока точно не установлено, но предполагается, что она увеличивает стабильность piРНК.
У мыши в семейство Piwi входят три белка: Mili, Miwi и Miwi2, у человека — HIWI (или PIWIL1), HILI (или PIWIL2), HIWI2 (или PIWIL4) и HIWI3 (или PIWIL3).

## Локализация
У млекопитающих около 17 % генов piРНК соответствует повторяющимся последовательностям, в том числе мобильным элементам. Стоит заметить, что количество piРНК, соответствующих повторам, меньше, чем доля повторов в геноме. Так, у грызунов эти соотношения равны 17 и ~42 % соответственно. Прочие piРНК кодируются уникальными генами, причём гены, кодирующие piРНК, располагаются в кластерах по всему геному. 90 % таких кластеров располагаются на участках, не содержащих аннотированных генов или повторов, но иногда могут находиться в интронах и экзонах. Так, в то время как у D. melanogaster и позвоночных эти кластеры располагаются в участках, где отсутствуют белоккодирующие гены, у C. elegans гены piРНК располагаются среди белоккодирующих генов. Каждый такой кластер может кодировать от 10 до многих тысяч piРНК, а его размер может варьировать от 1 до 100 килобаз. Иногда кластеры piРНК располагаются рядом, но кодируются разными цепями; это может указывать на двунаправленную транскрипцию с общего промотора. Обнаружение и краткая аннотация кластеров piРНК в геномах осуществляется при помощи методов биоинформатики, которые всё более и более усложняются. Хотя наличие кластеров генов piРНК высококонсервативно среди различных видов, этого нельзя сказать о последовательностях этих генов. Например, хотя наиболее крупные кластеры piРНК грызунов имеют ортологов у человека, сходства последовательностей в этом случае не наблюдается.
Раньше считалось, что у млекопитающих piРНК и белки Piwi имеются только в семенниках. Однако к настоящему времени установлено, что особая система piРНК имеется и в ооцитах млекопитающих. Кроме того, показано, что при мейозе в ооцитах коровы экспрессируется дополнительный ген белков Piwi — PIWI-LIKE 3 (PIWIL3). Несмотря на это, piРНК у млекопитающих, по-видимому, функционируют только у самцов. У беспозвоночных piРНК были выявлены как в клетках мужской, так и женской зародышевой линии.
На клеточном уровне piРНК были найдены и в ядре, и в цитоплазме, что свидетельствует о том, что piРНК могут функционировать и там, и там, и в связи с этим иметь множественные эффекты.

## Образование и механизм действия
Уровень экспрессии piРНК меняется в ходе сперматогенеза. Они начинают детектироваться в пахитене (фаза профазы I деления мейоза) при делении диплоидных сперматоцитов мейозом (хотя образование piРНК начинается ещё в препахитенных клетках), однако при образовании гаплоидных сперматид содержание piРНК в них резко падает, и в зрелой сперме они, судя по всему, отсутствуют.
Механизмы образования piРНК ещё не полностью установлены, хотя было предложено несколько возможных механизмов. В случаях, когда гены piРНК попадают в экзоны, piРНК соответствуют только смысловой (сенс-) цепи мРНК, поэтому они образуются только с одной цепи ДНК и, вероятно, являются производными длинных первичных транскриптов-предшественников. Это предположение согласуется с данными о наличии семенникоспецифичных EST и мРНК, соответствующих локусам piРНК. Кроме того, в составе кластеров piРНК не выявлено развитых вторичных структур, характерных для pri-микроРНК. Поэтому процессинг piРНК, судя по всему, отличается от процессинга микроРНК и малых интерферирующих РНК. Об отсутствии двуцепочечных предшественников, характерных, в частности, для микроРНК, свидетельствует наличие только смысловых последовательностей у некоторых уникальных piРНК.
У дрозофилы и мыши в процессинге piРНК можно выделить два этапа: первичный процессинг и «пинг-понг»-цикл (амплификационная петля).

### Первичный процессинг
Как упоминалось выше, piРНК образуются из длинных транскриптов-предшественников. У дрозофил первичные транскрипты укорачиваются до piРНК-подобных малых РНК. Факторы, участвующие в этом процессе, ещё плохо изучены, однако недавние исследования показали, что, возможно, 5'-конец таких piРНК-подобных РНК образуется при помощи эндонуклеазы Zucchini. У мыши гомологом Zucchini является белок MitoPLD, также обладающий эндонуклеазными свойствами. После этого piРНК-подобные РНК связываются белками Piwi, вслед за этим их 3'-конец укорачивается ещё не описанной эндонуклеазой, и piРНК-подобные РНК приобретают размеры, соответствующие первичным piРНК. Возможно, важную роль в погрузке piРНК на белки Piwi играет белковый комплекс Hsp83/Shu. Далее piРНК 2'-O-метилируются комплексом HEN1/Pimet.

### Цикл «пинг-понг»
PiРНК, подвергнувшаяся первичному процессингу, находится в состоянии, связанном с белками Piwi. Такие первичные piРНК являются антисмысловыми piРНК, комплементарными транскриптам мобильных элементов. У дрозофилы семейство белков Piwi представлено тремя белками: Piwi, Aubergine (Aub) и Ago3, но первичные piРНК связывают только белки Piwi и Aub. Комплексы Piwi с piРНК переносятся в ядро и в «пинг-понг»-цикле, происходящем в цитоплазме, не участвуют, однако участвуют в ядерном сайленсинге. Ассоциированные с Aub piРНК, комплементарно связывают транскрипты мобильных генетических элементов. Aub, как и другие белки группы Argonaute, способен разрезать фосфодиэфирную связь в РНК-мишени, расположенную напротив 10-го и 11-го нуклеотидов гидовой РНК (в данном случае — первичных piРНК). В результате разрыва образуется два фрагмента транскрипта мобильного элемента, у одного из которых 5'-конец отстоит на 10 нуклеотидов от 5'-конца первичной piРНК. Этот фрагмент — вторичная piРНК — в отличие от первичных piРНК некомплементарен транскрипту мобильного элемента и является смысловой piРНК. Поскольку чаще всего у первичных piРНК первый нуклеотид — уридин, то на 10-й позиции с 5'-конца у вторичных piРНК чаще всего располагается адениновый нуклеотид. Механизм процессинга 3'-конца вторичных piРНК пока неясен. Вторичная piРНК связывает белок Ago3 и направляется на разрезание первичного транскрипта-предшественника piРНК, из которого вырезается антисмысловая piРНК. Такие антисмысловые piРНК могут осуществлять сайленсинг мобильных элементов, а могут направлять образование новых смысловых piРНК. Таким образом, цикл «пинг-понг» совмещает процессинг piРНК и цитоплазматический сайленсинг мобильных элементов на уровне транскриптов. Он также даёт возможность усилить сайленсинг за счёт образования новых антисмысловых piРНК в ответ на усиление экспрессии мобильных элементов. У дрозофилы в цикл «пинг-понг» могут вовлекаться не только первичные piРНК, но и piРНК, наследованные от матери. Цикл «пинг-понг» дрозофилы называют гетеротипным, так как в нём участвуют 2 различных белка Piwi — Aub и Ago3.
У мыши первичные piРНК связывают белки Mili и Miwi, а вторичные — белок Miwi2. Ассоциированные с Miwi piРНК, участвуют в цитоплазматическом сайленсинге, однако их мишени в большинстве своём неизвестны. Связанные с Mili первичные piРНК вовлекаются в цикл «пинг-понг». Образуемые в этом цикле вторичные piРНК, связываются с Miwi2, и комплекс piРНК с Miwi2 отправляется в ядро, где участвует в ядерном сайленсинге. Цикл «пинг-понг» мыши называют гомотипным, поскольку в нём участвует один белок Piwi — Mili. В образовании вторичных piРНК, связывающихся с Miwi2, определённую роль играет белковый комплекс HSP90/FKBP6. 2'-O-метилирование вторичных piРНК обеспечивает комплекс HEN1/Pimet.
У дрозофилы в соматических клетках половых желёз (например, в клетках фолликулов) белки Piwi также экспрессируются и связываются с первичными piРНК, однако белки Aub и Ago3 здесь экспрессируются на низком уровне, и для осуществления цикла «пинг-понг» их недостаточно.
По-видимому, схожий механизм репрессии мобильных элементов имеется и у данио-рерио. Признаки наличия механизма «пинг-понг» обнаружены у самых примитивных животных — губок и стрекающих, что свидетельствует в пользу того, что механизм «пинг-понг» появился в самых ранних ветвях Metazoa и является консервативным механизмом репрессии мобильных элементов.

### Другие белковые факторы
В биогенезе piРНК принимают участие и другие белки, не относящиеся к группе Piwi. В частности, таковы некоторые белки, относящиеся к суперсемейству Tudor (TDRD). Они содержат домен Tudor, который обеспечивает связывание TDRD-белка с другим белковым субстратом за счёт имеющихся у субстрата симметричных или асимметричных остатков диметиларгинина. У белков Piwi имеются симметричные остатки диметиларгинина рядом с N-концом, поэтому TDRD-белки способны связываться с ними и участвовать в РНК-сайленсинге. По состоянию на 2011 год у дрозофилы было идентифицировано 11 TDRD-белков, участвующих в биогенезе piРНК, а у мыши было идентифицировано 7 таких TDRD-белков.
Например, было установлено, что мухи, мутантные по TDRD-белку Tud, фенотипически соответствуют мутантам по белку Aub. Белок Tud содержит 11 доменов Tudor и способен связываться как с Aub, так и с Ago3 за счёт симметричных остатков диметиларгинина, благодаря чему он служит «платформой» для «пинг-понг»-цикла. У мутантов по Tud белки Aub и Ago3 связывались с piРНК активнее, чем у мух дикого типа, что вызвало отклонения от нормального фенотипа.
Известно также несколько белков, участвующих в биогенезе piРНК и при этом не относящихся ни к Piwi, ни к TDRD-белкам. Так, у дрозофилы такой эффект был показан для следующих белков: Vasa (Vas), Maelstrom (Mael), Armi, Zuc, Squash (Squ) и Shu, причём все они, за исключением Squ, имеют гомологов у мыши. Большая часть этих факторов задействована в «пинг-понг»-механизме.

### C. elegans
Установлено, у C. elegans имеются piРНК, но отсутствует механизм «пинг-понг». Однако недавние исследования биогенеза piРНК у C. elegans отчасти пролили свет на вопрос о том, как именно piРНК-опосредованная система защиты от паразитических мобильных элементов распознаёт «своё» и «чужое», подобно иммунной системе.
piРНК C. elegans имеют длину 21 нуклеотид и кодируются двумя кластерами на хромосоме IV, расположенными отдельно от белоккодирующих генов. На расстоянии ~42 нуклеотидов впереди от каждого кластера располагается последовательность CTGTTTCA, по-видимому, необходимая для осуществления транскрипции кластера РНК-полимеразой II. Синтезированные piРНК связываются с Piwi-белком PRG-1. Образовавшиеся комплексы piРНК с PRG-1 сканируют чужеродные транскрипты, причём для связывания с транскриптом достаточно неполной комплементарности (до 4 несоответствий). и запускают образование РНК-зависимых РНК-полимераз, которые обеспечивают образование и амплификацию особых малых интерферирующих РНК (22G-РНК). Последние связываются с белком WAGO — специфичным для C. elegans белком группы Argonaute. В цитоплазме эти комплексы обеспечивают сайленсинг генов на уровне мРНК, разрушая чужеродные транскрипты, а в ядре блокируют мобильные элементы на уровне транскрипции.
Распознавание «своего» и «чужого» и защита собственных транскриптов от разрушения, по-видимому, осуществляется на нескольких уровнях:
- piРНК, обусловливающие сайленсинг генов самого организма, подвергаются отрицательному отбору. Конкретнее, в клетках зародышевой линии практически нет piРНК, которые допускают большое число несоответствий оснований при комплементарном связывании с мишенью. Дело в том, что комплементарность первичных piРНК транскриптам транспозонов может быть обусловлена тем, что кластеры piРНК и транспозоны перекрываются, а именно, их последовательности ДНК могут находиться на антипараллельных цепях и частично перекрываться друг с другом. Поэтому piРНК комплементарны транскриптам транспозонов меньше, чем обыкновенным клеточным транскриптам. Можно сказать, что кластеры piРНК представляют собой «ловушку» для транспозонов.
- Дополнительную защиту «своей» мРНК обеспечивает связывания комплекса 22G-РНК с белком CSR-1, также относящимся к группе Argonaute. Возможно, он не вызывает разрушения связанной с ним мРНК, поскольку экспрессируется в меньшем количестве, чем WAGO, однако он предохраняет транскрипт от связывания с PRG-1. Более того, CSR-1 обеспечивает память о «своём» из прошедших процессов экспрессии генов в клетках зародышевой линии[20].

### Функции, связанные с сайленсингом
За способность к сайленсингу мобильных элементов и обеспечению защиты генома от них piРНК получили название «стражей генома». По-видимому, у млекопитающих активность piРНК по сайленсингу транспозонов особенно важна в период развития зародыша, кроме того, и у человека, и у C. elegans необходимы для сперматогенеза. Мутации, разрушающие систему сайленсинга мобильных элементов, опосредованного piРНК, у самцов мышей понижают фертильность или вовсе приводят к стерильности. Возможно также, что некоторые заболевания репродуктивной системы человека, например, азооспермия, обусловлены дефектами в системе piРНК.
Отмечено некоторое действие piРНК на некоторые метилтрансферазы, осуществляющие метилирование, необходимое для распознавания и сайленсинга транспозонов, но эта связь ещё плохо понимаема.

## Другие эффекты

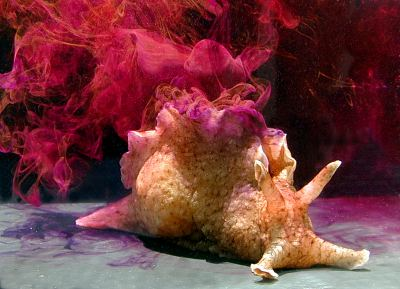
Aplysia californica, выбрасывающая чернильную жидкость

piРНК могут передаваться по материнской линии, и для дрозофилы были показаны эпигенетические эффекты такого материнского наследования. Активность специфических piРНК в эпигенетических процессах также требует взаимодействия piРНК с белками Piwi, HP1a и другими факторами. Возможно, что piРНК участвуют в эпигенетической регуляции канцерогенеза.
У брюхоногого моллюска аплизии (Aplysia) (морского зайца) показано, что piРНК, содержащиеся в нейронах ЦНС, подавляют экспрессию гена CREB2 — репрессора памяти, индуцируя метилирование ДНК в его области и тем самым обеспечивая функционирование памяти. Кроме того, недавно piРНК были обнаружены в нейронах гиппокампа мыши. Вероятно, эти piРНК участвуют в формировании дендритных шипиков.

## Методы изучения
Наибольшие достижения в изучении piРНК были достигнуты при помощи особых техник секвенирования, например, Solexa и 454. С их помощью можно анализировать такие гетерогенные и сложные популяции РНК, как piРНК. Малый размер этих РНК создаёт определённые сложности при их искусственной экспрессии и амплификации, однако для их преодоления разработаны специальные техники на основе полимеразной цепной реакции.